# Бојана Кнежевић
Бојана С. Кнежевић је интердисциплинарна уметница, истраживачица и продуценткиња рођена у Новом Саду. Тренутно живи и ради у Београду. Активна је у областима перформанса, видео и аудио-визуелних инсталација, звучне и радијске уметности, феминистичке теорије и уметничке едукације. Њена уметничка пракса обухвата истраживање идентитета, рода, невидљивости, женског наслеђа и критике патријархалних структура кроз мултимедијалне формате. Оснивачица и чланица колектива за звучну уметност „Audio Leakage Community“ Активна на независној уметничкој сцени у Србији и Европи.

### Образовање и стручно усавршавање
Бојана је дипломирала и магистрирала на смеру Нови ликовни медији на Академији уметности у Новом Саду. Докторске интердисциплинарне уметничке студије завршила је на Универзитету уметности у Београду, уз уметнички истраживачки рад фокусиран на конструкт идентитета и субверзивне уметничке стратегије.
Додатно се образовала у Центру за женске студије у Београду, на Факултету политичких наука у Београду, а стручно се усавршавала у оквиру међународних уметничких резиденција, међу којима се истичу: KulturKontakt и Q21/MQ у Бечу, Donumenta Art Lab у Регенсбургу и рад на фестивалима савремене уметности у региону и Европи.

## Уметничка пракса
Кнежевићева користи савремене уметничке медије како би истраживала теме идентитета, женске репрезентације, телесности, порекла, језика и маргинализованих наратива. Њени радови укључују перформансе, звучне инсталације, видео радове, текстове и интерактивне формате. Посебно је препознатљива по стварању уметничких алтер-ега кроз које критикује уметнички систем и родну хијерархију: 
- „Sweet Conceptual Artist“ / „Süße Konzeptkünstlerin“
- „A Queen of Montenegro“[7]
- „BOASZ“
- „Boa Béres“

### Истакнути пројекти
Харпирексија: Студија предатора – мултимедијална инсталација инспирисана митологијом, женским суперхероинама, екофеминизмом и бајкама. Инсталација комбинује осамканални звук, видео и микро-кореографије у перформансу који се бави опстанком уметницом имигранткиње у патријархалном свету уметности.
A Queen of Montenegro – дугорочни уметнички пројекат у којем уметница истражује своје црногорско порекло и деконструише родне норме. Пројекат укључује перформансе, видео-радове и интервенције у породично стабло које традиционално искључује жене.
Sweet Conceptual Artist – уметнички идентитет кроз који истражује прекарни положај уметнице, позиционирање у уметничком систему и парадоксе уметничке видљивости и признања.
Фемкање – уметничко-медијски пројекат и подкаст који води заједно са Катарином Петровић. Кроз епизоде и инсталације се баве савременом уметношћу, независним културним праксама и родном равноправношћу у региону бивше Југославије и шире.

## Изложбе и наступи (избор)
- „Süße Konzeptkünstlerin sucht Unterstützung“, Kulturdrogerie[9], Беч (2017)
- „Слатка концептуална уметница тражи подршку”, У10[10], Београд (2016)
- „Београд - живот или смрт”, Mikser House, Београд[11] (2014)
- „Естетика страха”, Арт Клиника[12], Нови Сад (2011)
- „Contemporary Loneliness“, Галерија SULUV[13], Нови Сад (2010)